# Trịnh Ngọc Phương
Trịnh Ngọc Phương (sinh ngày 7 tháng 8 năm 1970) là đại biểu Quốc hội Việt Nam khóa XIII, XIV, thuộc đoàn đại biểu Tây Ninh.

## Tiểu sử
Trịnh Ngọc Phương sinh ngày 7 tháng 8 năm 1970.
Ông là người dân tộc Kinh, không theo tôn giáo nào. Ông có quê quán tại xã Vĩnh Trị, huyện Mộc Hóa, tỉnh Long An.
Ông là Thạc sĩ Quản lý đô thị và công trình.
Ngày 21 tháng 8 năm 1999, ông gia nhập Đảng Cộng sản Việt Nam.
Ông có bằng Cao cấp lý luận chính trị.
Trịnh Ngọc Phương là Đại biểu Quốc hội Việt Nam khóa 13, khóa 14 tỉnh Tây Ninh.
Ông hiện là Tỉnh ủy viên,Giám đốc Sở KHĐT tỉnh Tây ninh, nguyên Bí thư Huyện Ủy Tân Biên,nguyên Giám đốc Sở Xây Dựng tỉnh Tây Ninh, Ủy viên Ban Chấp hành Hội Kiến trúc sư Việt Nam, Chủ tịch Hội Kiến trúc sư tỉnh Tây Ninh, Ủy viên Ủy ban Khoa học, Công nghệ và Môi trường của Quốc hội, làm việc ở Văn phòng Đoàn đại biểu Quốc hội và Hội đồng nhân dân tỉnh Tây Ninh.